# Estadi Mario Rigamonti
L'Estadi Mario Rigamonti és un estadi de Brescia, (Llombardia (Itàlia), on disputa el partits com a local el Brescia Calcio, l'equip de futbol de la mateixa ciutat.

## Història de l'estadi
Als anys cinquanta l'administració de l'ajuntament va aprovar el projecte de la construcció per a la ciutat d'un estadi més modern que el que tenien en aquell moment, l'estadi de viale Venezia.
A l'abril del 1956 es van iniciar les obres d'ampliament del que seria el nou estadi, l'actual Mario Rigamonti, i que van concloure tres anys més tard (1959), deixant així que el Brescia Calcio jugués els seus partits com a local al campionat de lliga.
Va ser anomenat així en memòria del futbolista local, jugador del Grande Torino, Mario Rigamonti, mort a la tragèdia de Superga el 1949.

## Com arribar
Per arribar a l'estadi Mario Rigamonti, es pot fer de tres maneres:
- Amb el cotxe des de les autopistes l'A1, A4 i A21 sortir per Brescia Oest.
- Amb el cotxe des de l'aeroport de Montichiari agafar a tangencial cap a Milà i sortir a Val Trompia.
- Amb el transports públics de la ciutat, de l'estació de Brescia amb la línia 1.